# Martin Jones
Martin Jones (* 10. ledna 1990 v Severním Vancouver, Britská Kolumbie, Kanada) je kanadský hokejový brankář nyní hrající za tým Toronto Maple Leafs v NHL. Ve svém prvním roce NHL se stalo to, co jiní brankáři nedokázali ani za celou svou kariéru. Získat Stanley Cup. Mohl ho zvednout nad hlavu v sezoně 2013/2014 se zbytkem týmu Los Angeles Kings. Poté ale z Kings odešel, a jeho novým působištěm se stalo San Jose Sharks. S nimi se mu ovšem získat Stanley Cup nepodařilo.

## Ocenění a úspěchy
- 2006 BCEHL-18 - All-Star Tým
- 2009 WHL - Druhý All-Star Tým (východ)
- 2010 CHL - Memorial Cup All-Star Tým
- 2010 CHL - Druhý All-Star Tým
- 2010 WHL - První All-Star Tým (východ)
- 2010 WHL - Nejnižší průměr inkasovaných branek
- 2010 WHL - Nejužitečnější hráč v playoff
- 2010 WHL - Del Wilson Trophy
- 2011 AHL - All-Star Game
- 2011 AHL - Nováček měsíce prosince (2010)
- 2014 AHL - All-Star Game
- 2014 NHL - Nováček měsíce prosince (2013)
- 2017 NHL - All-Star Game

## Prvenství
- Debut v NHL - 3. prosince 2013 (Anaheim Ducks proti Los Angeles Kings)
- První inkasovaný gól v NHL - 3. prosince 2013 (Anaheim Ducks proti Los Angeles Kings, kanadským útočníkem Ryan Getzlaf)
- První čisté konto v NHL - 7. prosince 2013 (Los Angeles Kings proti New York Islanders)

## Klubová statistika

### Základní části
| Sezona       | Tým                 | Liga         | Z   | V   | P   | R  | MIN    | OG    | ČK | POG  | %ChS |
| ------------ | ------------------- | ------------ | --- | --- | --- | -- | ------ | ----- | -- | ---- | ---- |
| 2006–07      | Calgary Hitmen      | WHL          | 18  | 9   | 4   | 3  | 1059   | 52    | 0  | 3.03 | .884 |
| 2007–08      | Calgary Hitmen      | WHL          | 27  | 18  | 8   | 1  | 1529   | 54    | 1  | 2.12 | .911 |
| 2008–09      | Calgary Hitmen      | WHL          | 55  | 45  | 5   | 4  | 3295   | 114   | 7  | 2.08 | .915 |
| 2009–10      | Calgary Hitmen      | WHL          | 48  | 36  | 11  | 1  | 2851   | 105   | 8  | 2.21 | .919 |
| 2010–11      | Ontario Reign       | ECHL         | 1   | 1   | 0   | 0  | 64     | 4     | 0  | 3.76 | .867 |
| 2010–11      | Manchester Monarchs | AHL          | 39  | 23  | 12  | 1  | 2187   | 82    | 4  | 2.25 | .924 |
| 2011–12      | Manchester Monarchs | AHL          | 41  | 18  | 17  | 2  | 2166   | 94    | 1  | 2.60 | .919 |
| 2012–13      | Manchester Monarchs | AHL          | 56  | 27  | 25  | 4  | 3347   | 141   | 5  | 2.53 | .919 |
| 2013–14      | Manchester Monarchs | AHL          | 22  | 16  | 3   | 3  | 1351   | 48    | 2  | 2.13 | .928 |
| 2013–14      | Los Angeles Kings   | NHL          | 19  | 12  | 6   | 0  | 1095   | 33    | 4  | 1.81 | .934 |
| 2014–15      | Los Angeles Kings   | NHL          | 15  | 4   | 5   | 2  | 775    | 29    | 3  | 2.24 | .906 |
| 2015–16      | San Jose Sharks     | NHL          | 65  | 37  | 23  | 4  | 3786   | 143   | 6  | 2.27 | .918 |
| 2016–17      | San Jose Sharks     | NHL          | 65  | 35  | 23  | 6  | 3800   | 152   | 2  | 2.40 | .912 |
| 2017–18      | San Jose Sharks     | NHL          | 60  | 30  | 22  | 6  | 3416   | 145   | 4  | 2.55 | .915 |
| 2018–19      | San Jose Sharks     | NHL          | 62  | 36  | 19  | 5  | 3597   | 176   | 3  | 2.94 | .896 |
| 2019–20      | San Jose Sharks     | NHL          | 41  | 17  | 21  | 2  | 2360   | 118   | 2  | 3.00 | .896 |
| 2020–21      | San Jose Sharks     | NHL          | 34  | 15  | 13  | 4  | 1868   | 102   | 1  | 3.28 | .896 |
| 2021–22      | Philadelphia Flyers | NHL          | 35  | 12  | 18  | 3  | 1998   | 114   | 0  | 3.42 | .900 |
| 2022–23      | Seattle Kraken      | NHL          | 48  | 27  | 13  | 3  | 2626   | 131   | 3  | 2.99 | .887 |
| 2023–24      | Toronto Marlies     | AHL          | 5   | 2   | 1   | 1  | 267    | 15    | 1  | 3.37 | .870 |
| 2023–24      | Toronto Maple Leafs | NHL          | 22  | 11  | 8   | 1  | 1170   | 56    | 2  | 2.87 | .902 |
| Celkem v NHL | Celkem v NHL        | Celkem v NHL | 466 | 236 | 171 | 36 | 26,490 | 1,199 | 30 | 2.72 | .905 |

### Play-off
| Sezona     | Tým                 | Liga       | Z  | V  | P  | MIN   | OG  | ČK | POG  | %ChS  |
| ---------- | ------------------- | ---------- | -- | -- | -- | ----- | --- | -- | ---- | ----- |
| 2007–08    | Calgary Hitmen      | WHL        | 5  | 2  | 1  | 250   | 12  | 0  | 2.88 | .879  |
| 2008–09    | Calgary Hitmen      | WHL        | 18 | 14 | 4  | 1095  | 34  | 2  | 1.86 | .921  |
| 2009–10    | Calgary Hitmen      | WHL        | 23 | 16 | 7  | 1401  | 55  | 2  | 2.36 | .915  |
| 2010–11    | Manchester Monarchs | AHL        | 4  | 2  | 1  | 213   | 9   | 0  | 2.54 | .921  |
| 2011–12    | Manchester Monarchs | AHL        | 3  | 1  | 1  | 155   | 6   | 0  | 2.33 | .933  |
| 2012–13    | Manchester Monarchs | AHL        | 4  | 1  | 3  | 277   | 10  | 0  | 2.16 | .932  |
| 2013–14    | Los Angeles Kings   | NHL        | 2  | 0  | 0  | 56    | 0   | 0  | 0.00 | 1.000 |
| 2015–16    | San Jose Sharks     | NHL        | 24 | 14 | 10 | 1473  | 53  | 3  | 2.16 | .923  |
| 2016–17    | San Jose Sharks     | NHL        | 6  | 2  | 4  | 377   | 11  | 1  | 1.75 | .935  |
| 2017–18    | San Jose Sharks     | NHL        | 10 | 6  | 4  | 585   | 22  | 2  | 2.26 | .928  |
| 2018–19    | San Jose Sharks     | NHL        | 20 | 10 | 9  | 1154  | 58  | 0  | 3.02 | .898  |
| 2022–23    | Seattle Kraken      | NHL        | 1  | 0  | 0  | 19    | 0   | 0  | 0.00 | 1.000 |
| NHL totals | NHL totals          | NHL totals | 63 | 32 | 27 | 3,664 | 144 | 6  | 2.36 | .917  |

### Reprezentace
| Rok                    | Tým                    | Soutěž                 | Z | V | P | R | MIN | OG | ČK | POG  | %ChS |
| ---------------------- | ---------------------- | ---------------------- | - | - | - | - | --- | -- | -- | ---- | ---- |
| 2010                   | Kanada 20              | MSJ                    | 2 | 1 | 1 | 0 | 78  | 3  | 0  | 2.30 | .917 |
| 2015                   | Kanada                 | MS                     | 2 | 2 | 0 | 0 | 120 | 3  | 1  | 1.50 | .921 |
| Juniorská reprezentace | Juniorská reprezentace | Juniorská reprezentace | 2 | 1 | 1 | 0 | 78  | 3  | 0  | 2.30 | .917 |
| Seniorská reprezentace | Seniorská reprezentace | Seniorská reprezentace | 2 | 2 | 0 | 0 | 120 | 3  | 1  | 1.50 | .921 |